# Donna Hilton
Donna Maree Hilton, później Burger (ur. 28 lutego 1968 w Auckland) – nowozelandzka judoczka. Olimpijka z Barcelony 1992, gdzie zajęła trzynaste miejsce w wadze ekstralekkiej.
Uczestniczka mistrzostw świata w 1991, 1993 i 1995. Startowała w Pucharze Świata w 1995. Trzecia na mistrzostwach Wspólnoty Narodów w 1992. Zdobyła trzy medale na mistrzostwach Oceanii w latach 1983-1992.

## Letnie Igrzyska Olimpijskie 1992
| Konkurencja | Eliminacje             | Repasaże               | Klas. końcowa |
| Konkurencja | Przeciwnik I           | Przeciwnik I           | Miejsce       |
| ----------- | ---------------------- | ---------------------- | ------------- |
| -48 kg      | María Villapol (VEN) P | Salima Souakri (ALG) P | 13.           |